# Плютей синий
Плюте́й си́ний (Pluteus cyanopus) — гриб рода Плютей. В системе рода Плютей С. П. Вассера этот вид относится к секции Celluloderma подрода Hispidocelluloderma, в системе Э. Веллинги к подсекции Eucellulodermini секции Celluloderma. Вероятно, обладает галлюциногенным действием, в литературе имеются сведения о содержании в этих грибах псилоцибина.
Синонимы:
- Pluteus chrysophaeus var. cyanopus (Quél.) Quél., 1888
- Pluteus metrodii Malençon & Bertault, 1970 (nom. inval.)

## Описание
Шляпка диаметром 1—3 сантиметра, тонкомясистая, от конической до выпуклой и распростёртой формы, с низким слабо выраженным бугорком. Поверхность гладкая, жёлто-коричневая, в центре более тёмная, иногда в центре мелкоморщинистая, с бороздчатым краем.
Пластинки свободные, широкие, частые, беловатые или розоватые с беловатым краем.
Ножка 3—5×0,2—0,5 см, цилиндрическая, центральная, к основанию может быть расширенная. Поверхность в верхней части беловато-серая с хлопьевидным налётом, в нижней части зеленоватая или голубовато-серая, волокнистая.
Мякоть в шляпке белая, в ножке голубовато-серая, на срезе не изменяется, вкус и запах не выражены.
Остатки покрывал отсутствуют, споровый порошок розовый.
Споры гладкие, от эллипсоидных до почти шаровидных, 6—7,5×5,5—6 мкм.
Кожица шляпки состоит из булавовидных или округлых клеток размерами 30—60×15—30 мкм, содержащих коричневый пигмент. Покровы ножки состоят из бесцветных цилиндрических гиф шириной 7—15 мкм.
Базидии четырёхспоровые, размерами 15—30×7—10 мкм, тонкостенные, булавовидные, бесцветные.
Хейлоцистиды размерами 40—75×12—30 мкм, булавовидные, бутылковидные или яйцевидные, тонкостенные, бесцветные, многочисленные. Плевроцистиды 45—100×15—35 мкм, яйцевидно-конические или мешковидные, бесцветные, тонкостенные, встречаются редко.

## Экология и распространение
Сапротроф на пнях, остатках древесины бука, иногда на почве. Встречается очень редко. Известен в Европе от Нидерландов до Украины (кроме Пиренейского полуострова, Балкан, Скандинавии, Прибалтики); в Азии — в Приморском крае; в Северной Америке; в Северной Африке (Марокко). Вероятно, имеет более широкое распространение, однако не учитывается из-за мелких размеров.
Сезон: июнь — октябрь.